# 南斜步站
南斜步站位于中华人民共和国江苏省苏州市苏州工业园区金鸡湖街道新昌路与金堰路交叉口地下，是苏州地铁6号线的地铁车站。本站于2024年6月29日启用。

## 车站结构
本站为地下二层岛式车站。
因通苏嘉甬铁路苏州东站建设需要，桑田岛站的折返线暂时不能行车，6号线暂时以本站为界分为两段运营，新区火车站来车在北斜步站进入反向轨道并于本站折返，本站至桑田岛站间单线双向运营，乘客则需要在本站进行同台换乘。

### 楼层
| 1    | 地面 | 出入口                                                                                               |
| -1   | 站厅 | 售票机、客服中心、商店                                                                               |
| -2   | 站台 | \| \| \| ■ 6号线往苏州新区火车站（北斜步） \| \| 島式 \| \| \| \| \| \| ■ 6号线往桑田岛（金尚路） \| |
|      |      | ■ 6号线往苏州新区火车站（北斜步）                                                                    |
| 島式 |      | |
|      |      | ■ 6号线往桑田岛（金尚路）                                                                            |

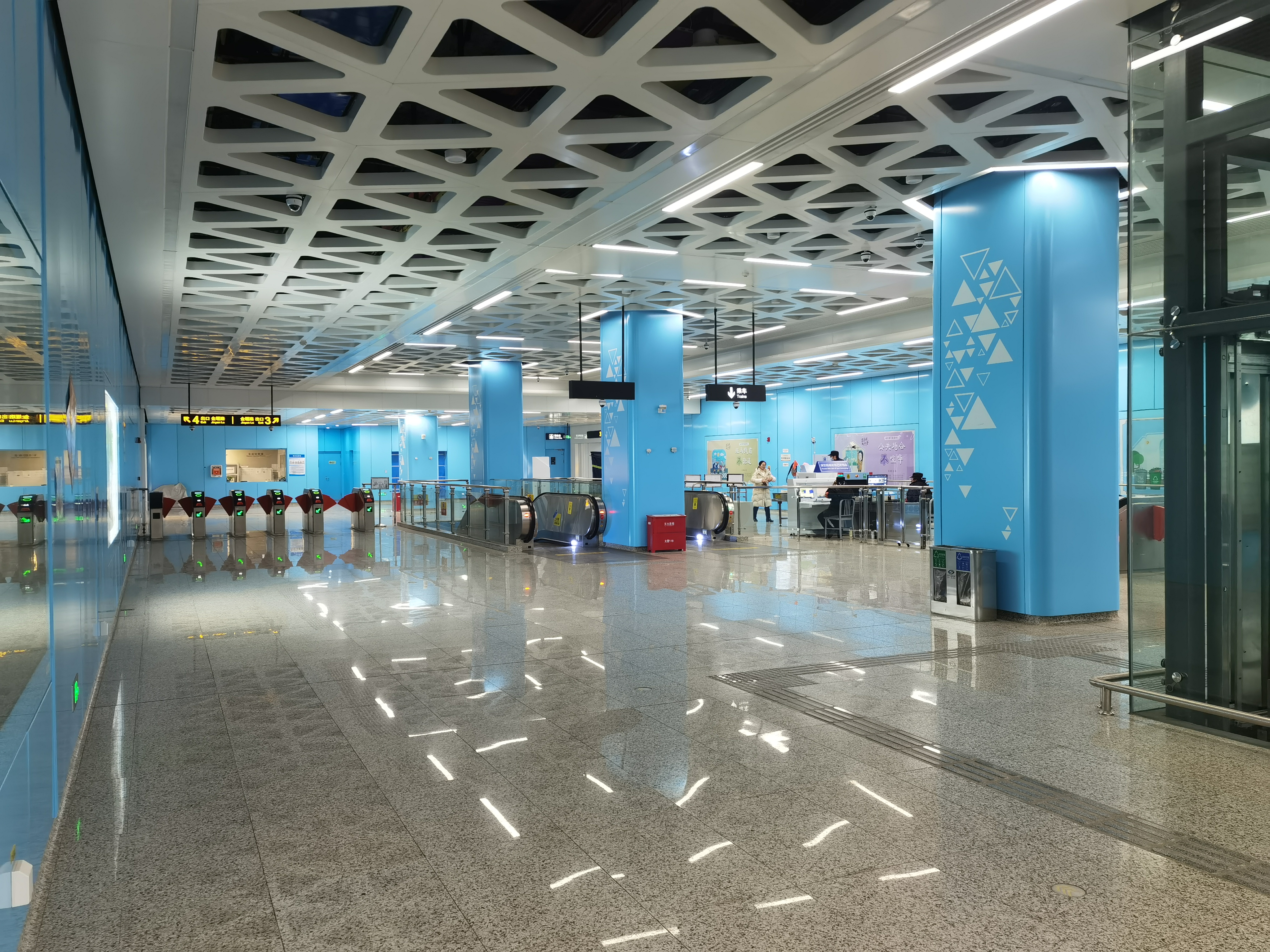
站厅
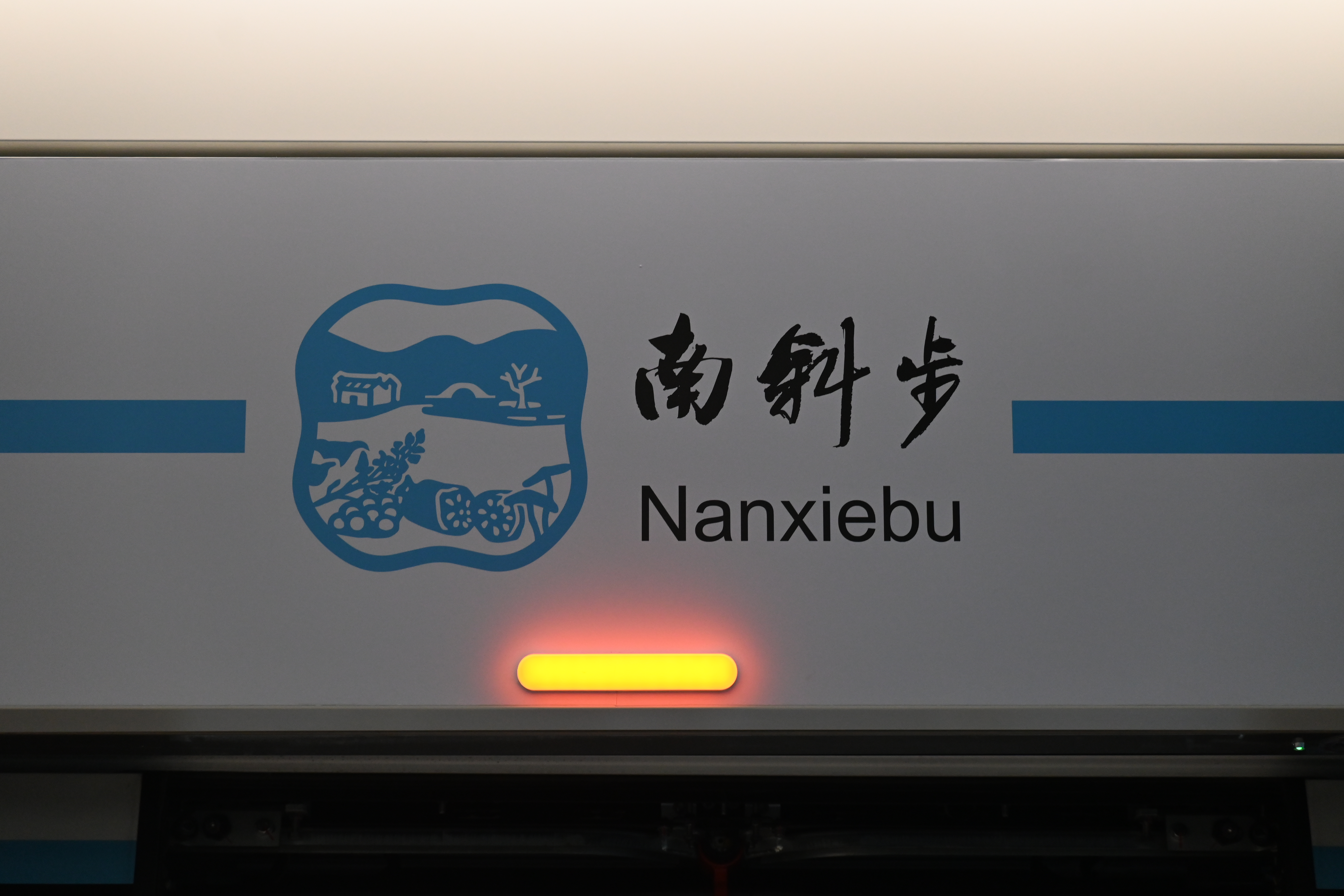
站名牌
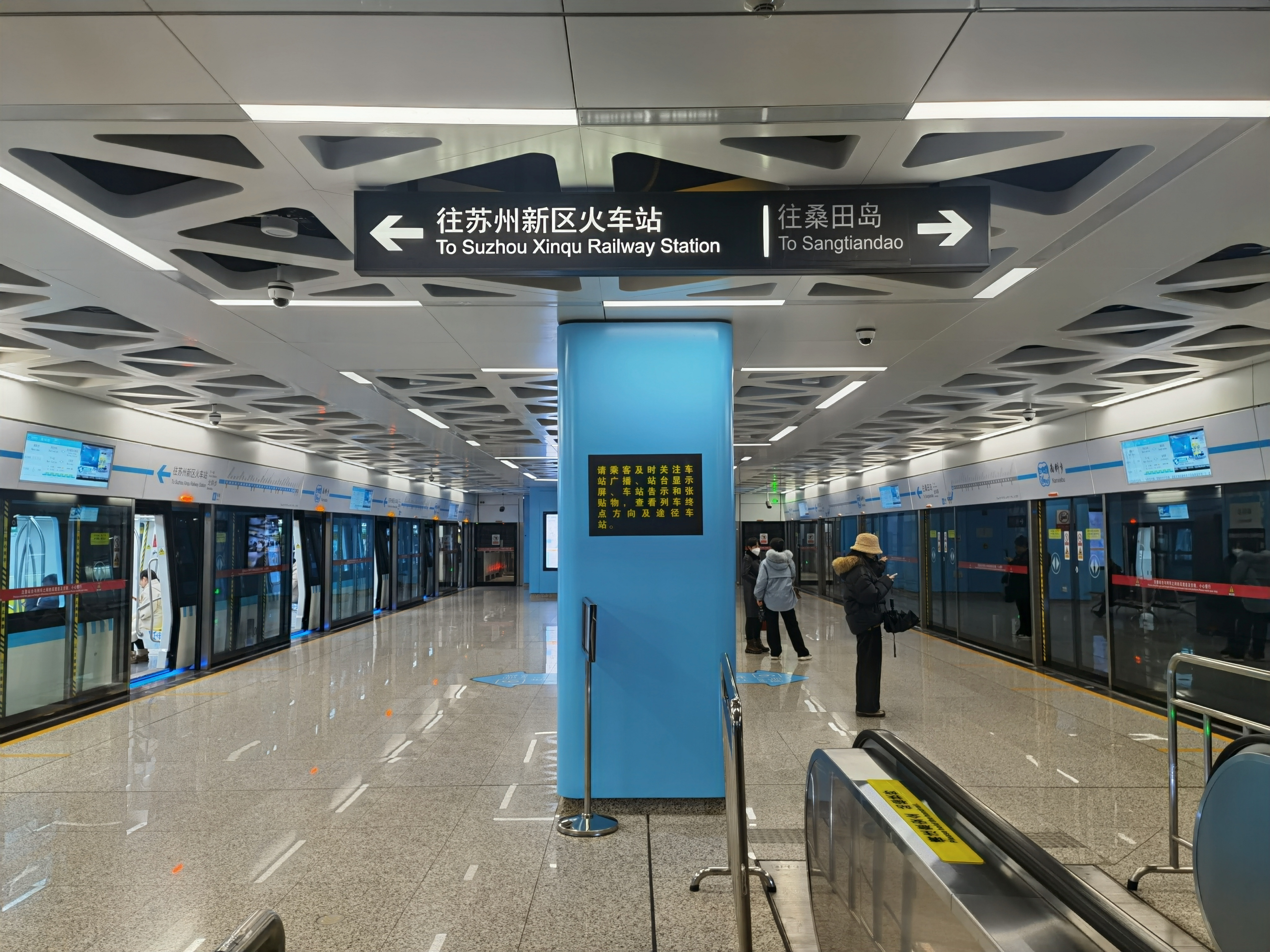
站台

### 出入口
| 编号                | 指示   | 图片 |
| ------------------- | ------ | ---- |
| 1 · 出口            | 金堰路 |      |
| 2 · 出口 · （设有） | 金堰路 |      |
| 3 · 出口            | 金堰路 |      |
| 4 · 出口            | 金堰路 |      |
| 图例： 设有         |        |      |